# أشرف ربيع
أشرف ربيع (16 يناير 1983- ) مواليد أسوان في مصر هو لاعب كرة سلة مصري في مركز هجوم صغير الجسم، شارك في بطولة كأس العالم لكرة السلة 2014.

## وصلات خارجية
- أشرف ربيع على موقع الاتحاد الدولي لكرة السلة (الإنجليزية)
- أشرف ربيع على موقع كرة السلة الأوروبية.كوم (الإنجليزية)
- أشرف ربيع على موقع ريلجم (الإنجليزية)
- أشرف ربيع على موقع بروبوليرز (الإنجليزية)
- أشرف ربيع على موقع سبورتس رفرنس (الإنجليزية)